# Тові (Іллінойс)
Тові (англ. Tovey) — селище (англ. village) в США, в окрузі Крістіан штату Іллінойс. Населення — 464 особи (2020).

## Географія
Тові розташоване за координатами 39°35′18″ пн. ш. 89°26′55″ зх. д. / 39.58833° пн. ш. 89.44861° зх. д. (39.588244, -89.448566).  За даними Бюро перепису населення США в 2010 році селище мало площу 0,58 км², уся площа — суходіл.

## Демографія
Згідно з переписом 2010 року, у селищі мешкало 512 осіб у 214 домогосподарствах у складі 146 родин. Густота населення становила 883 особи/км².  Було 229 помешкань (395/км²).
Расовий склад населення:
| - 98,8 % — білих - 0,4 % — чорних або афроамериканців - 0,2 % — корінних американців - 0,2 % — азіатів |

До двох чи більше рас належало 0,4 %. Частка іспаномовних становила 0,4 % від усіх жителів.
За віковим діапазоном населення розподілялося таким чином: 23,6 % — особи молодші 18 років, 61,4 % — особи у віці 18—64 років, 15,0 % — особи у віці 65 років та старші. Медіана віку мешканця становила 39,8 року. На 100 осіб жіночої статі у селищі припадало 93,9 чоловіків;  на 100 жінок у віці від 18 років та старших — 98,5 чоловіків також старших 18 років.
Середній дохід на одне домашнє господарство  становив 47 402 долари США (медіана — 38 452), а середній дохід на одну сім'ю — 57 811 долар (медіана — 53 750). Медіана доходів становила 32 054 долари для чоловіків та 32 212 долари для жінок. За межею бідності перебувало 18,1 % осіб, у тому числі 35,5 % дітей у віці до 18 років та 5,7 % осіб у віці 65 років та старших.
Цивільне працевлаштоване населення становило 217 осіб. Основні галузі зайнятості: освіта, охорона здоров'я та соціальна допомога — 22,6 %, роздрібна торгівля — 19,4 %, публічна адміністрація — 12,0 %, сільське господарство, лісництво, риболовля — 12,0 %.